# Supercopa de la CAF 1995
La Supercopa de la CAF 1995  fue la 3.ª edición de la Supercopa de la CAF, que enfrentó al Espérance de Tunis de Túnez, campeón de la Copa Africana de Clubes Campeones 1994, y el DC Motema Pembe del extinto país Zaire, campeón de la Recopa Africana 1994.
El encuentro se disputó en el Estadio de Alejandría en Egipto.

## Equipos participantes
En negrita ediciones donde el equipo salió ganador.
| Equipo             | Vía de clasificación                                 | Participaciones previas |
| ------------------ | ---------------------------------------------------- | ----------------------- |
| Espérance de Tunis | Campeón de la Copa Africana de Clubes Campeones 1994 | Debutante               |
| Motema Pembe       | Campeón de la Recopa Africana 1994                   | Debutante               |

## Ficha del partido
| 20 de enero | Espérance de Tunis | 3:0 | Motema Pembe | Estadio de Alejandría, Alejandría |  |

|                                        |
| Bandera de Túnez                       |
| Campeón Espérance de Tunis 1.er título |